# آلفونس مینگانا
آلفونس مینگانا (ܐܠܦܘܢܨ ܡܢܓܢܐ؛ زادهٔ ۱۸۷۸ در روستای شرانش در نزدیکی زاخو – درگذشته ۵ دسامبر ۱۹۳۷ در بیرمنگام انگلستان) یک الهی‌دان کلدانی، مورخ، خاورشناس، سریانی‌پژوه آشوری‌تبار اهل عراق بود. او بیش‌تر به خاطر جمع‌آوری مجموعه مینگانا مشهور است. او مانند دیگر آشوریان زاخو از پیروان کلیسای کاتولیک کلدانی بود.
تذکرهٔ اربیل نخستین بار با ترجمه و تصحیح او در ۱۹۰۷ منتشر شد.

## مجموعه مینگانا
مجموعه مینگانا، مجموعه‌ای‌ست منحصربه‌فرد از حدود ۳۰۰۰ اثر خطی به زبان‌های عربی، سریانی، یونانی، فارسی و… که در دانشگاه بیرمنگام نگهداری می‌شود.

## قرآن‌پژوهی
آلفونس مینگانا از قرآن‌پژوهانی است که شاگرد جوزف شاخت اسلام‌شناس می‌باشد. بنا بر پژوهش‌های او، میان روزگار پیامبر و قدیمی‌ترین منابع روایت‌های نگارش متن قرآن، یعنی طبقات ابن‌سعد و صحيح بخاری، دو قرن فاصله است. اگر چه واقعیت این است که بعد از مینگانا منابع قدیمی‌تری منتشر شدند. به علاوه میگانا با دقت نظر فراوان از چند منبع سریانیِ مربوط به دو قرن اول هجری در منطقهٔ مسیحیتِ شرقی استفاده کرد و به این نتیجه رسید که نسخه رسمی قرآن تا پایان قرن هفتم میلادی وجود نداشته است؛ یعنی «مصحف عثمان» باید در دورۀ عبدالملک به صورت نهایی گردآوری و تدوین شده باشد. پس از بحث‌های که بر روی این فرضیه پیش آمد، در دهه هفتاد میلادی، پاتریشیا کرون و مایکل کوک در تاریخ‌گذاری نسخۀ نهایی و رسمی قرآن به نظریه مینگانا بازگشتند.